# 사격 통제 장치

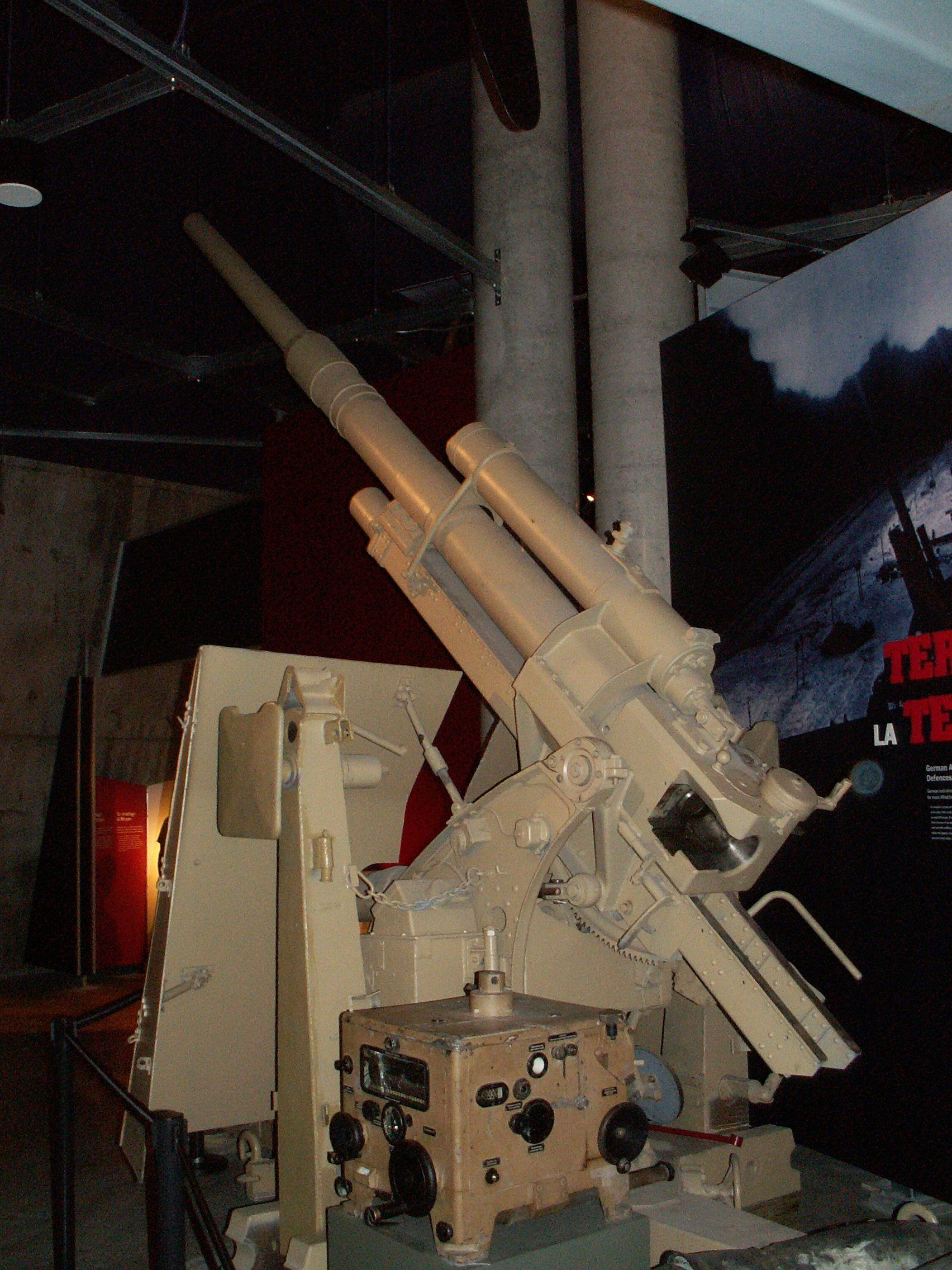
사격 통제 컴퓨터가 장착된 독일의 88mm 대공포. 캐나다 전쟁 박물관에 전시되어 있다.

사격 통제 장치(射擊統制裝置, 영어: fire-control system, FCS) 또는 사격 통제 시스템은 일반적으로 총기 데이터 컴퓨터, 방위반 및 레이더와 함께 작동하는 여러 구성 요소들로 이루어져 있고, 원거리 무기 시스템이 목표물을 조준, 추적, 명중시킬 수 있도록 설계되어 있다. 인간 포수가 무기를 발사하는 것과 동일한 작업을 수행하지만 보다 빠르고 정확하게 이를 수행한다.

## 같이 보기
- 레이더